# Palpimanus
Palpimanus là một chi nhện trong họ Palpimanidae.